# 西索瓦王室
西索瓦王室是柬埔寨的王室，现与诺罗敦王室同为该国两大王室。
西索瓦王室的创始人是柬埔寨国王西索瓦，他是国王安东之子。根据现行《柬埔寨宪法》第二章第十四条规定，有资格当选国王的人士必须年满30岁，且为安东、诺罗敦、西索瓦的男性后代。故而年满30岁的西索瓦王室男性成员都有资格当选国王。截至目前，西索瓦王室已经诞生过两位国王和五位首相。

## 王室成员

### 国王
| 名字          | 在位                       |
| ------------- | -------------------------- |
| 西索瓦        | 1904年4月27日—1927年8月9日 |
| 西索瓦·莫尼旺 | 1927年8月9日—1941年4月24日 |

### 首相
| 名字            | 任期                          |
| --------------- | ----------------------------- |
| 西索瓦·莫尼勒   | 1945年10月17日–1946年12月15日 |
| 西索瓦·尤德冯   | 1946年12月15日–1947年7月15日  |
| 西索瓦·瓦差亚冯 | 1947年7月25日–1948年2月20日   |
| 西索瓦·莫尼庞   | 1950年5月30日–1951年3月3日    |
| 西索瓦·施里玛达 | 1971年3月11日–1972年3月18日   |

### 其他人物
- 西索瓦·哥沙曼，柬埔寨王后、王太后。
- 西索瓦·里塔拉旺（英语：Sisowath Ritharavong），柬埔寨海军军官。
- 西索瓦·芝万莫尼拉，柬埔寨政治家、演员，曾任参议院副议长。